# متریال های پایدار
متریال‌های پایدار (به انگلیسی: Sustainable Materials) به مواد و فناوری‌هایی اشاره دارد که در طول دوره عمر خود، تأثیر کمتری بر محیط زیست دارند. این مواد معمولاً از منابع تجدیدپذیر تولید می‌شوند یا قابل بازیافت و استفاده مجدد هستند. از جمله متریال‌های پایدار می‌توان به چوب با استخدام مدیریت جنگل‌های پایدار، بتن با استفاده از مواد معدنی معتبر و مصرف بهینه آب، و مصالح ساختمانی با استفاده از مواد بازیافتی اشاره کرد.

مواد پایدار، اصل بنیادی اقدامات حفظ محیط زیست و توسعه پایدار می‌باشند. این مواد، با بهره‌برداری از فناوری و رویکردهای نوآورانه، به وفور در دسترس هستند و برای تأمین نیازهای امروز و آینده بشر و همچنین حفظ تعادل زیستی منابع طبیعی، اهمیت فراوانی دارند.

متریال‌های پایدار، یا به عبارتی ساده، موادی که در فرآیندهای تولید، استفاده و دوره زندگی خود به حفظ محیط زیست و حفظ منابع طبیعی می‌پردازند، به عنوان یک مفهوم کلی در دهه‌های اخیر بسیار مورد توجه قرار گرفته‌اند. تاریخچهٔ این مفهوم به قدمتی بسیار برمی‌گردد که از دهه‌های قبل از این مورد توجه قرار گرفته بود. اما به عنوان یک حرکت سازماندهی‌شده و جامع، مفهوم متریال‌های پایدار در دهه‌های اخیر بیشتر به توجه پژوهش‌ها و توسعه‌های صنعتی انسان‌ها انجامیده است.

از دهه‌های ۱۹۶۰ و ۱۹۷۰، با ظهور جنبش حفاظت از محیط زیست و نگرش به توسعه پایدار، مفهوم متریال‌های پایدار به تدریج در حیطه‌های مختلف مانند معماری، ساختمان‌سازی، صنایع مختلف و حتی در بخش کشاورزی به مورد توجه قرار گرفت. این مواد معمولاً از منابع طبیعی بازیافت شده یا از منابعی استفاده می‌کنند که می‌توانند مورد تجدیدپذیری باشند.

این مواد می‌توانند با حفظ منابع غیرقابل تجدید و متعادل کردن محیط زیست و سیستم‌های مهم منابع طبیعی، به تعداد لازم در سیستم‌های اقتصادی مصرفی و صنعتی تولید شوند. این مواد معمولاً با استفاده از فناوری‌های نوین تولید می‌شوند و قابلیت بازیافت و تجدید مصرف دارند. مواد پایدار معمولاً از منابع تجدیدپذیر تولید می‌شوند و می‌توانند به اقلام دیگر بازیافت شوند، بنابراین فرآیندهای زباله‌زدایی را کاهش می‌دهند و محیط زیست را حفظ می‌کنند. همان‌طور که جهان به سوی یک آینده پایدارتر حرکت می‌کند، مهم است که بفهمیم چه چیزی یک ماده را «پایدار» می‌سازد.

## تأثیر پایداری در متریال‌های پایدار
استفاده از مواد پایدار در صنعت‌های مختلف به‌عنوان یک راهکار مؤثر برای حفظ منابع طبیعی و کاهش آلودگی محیط زیست مورد توجه قرار گرفته است. این مقاله به بررسی اهمیت، تعریف، انواع، مزایا و چالش‌های مواجهه با استفاده از مواد پایدار، استفاده از آن در صنایع مختلف، اقدامات فعالانه برای ترویج استفاده از مواد پایدار، معیارها و استانداردهای مربوط، مطالعه موردی و پیشنهادات برای بهینه‌سازی استفاده از این مواد می‌پردازد.

تعریف پایداری شامل استفاده مسئولانه و کارآمد از منابع است تا در دسترس بودن آن‌ها به پایان نرسد. در مورد مواد ساختمانی، این به معنای آن است که باید به صورت پایدار منبع‌یابی شوند، در تولید انرژی کمتری مصرف کنند، با حفظ طولانی مدت و با کمترین نگهداری، آسان برای تعمیر یا بازیافت در مواقع لزوم باشند، انرژی جسمانی کم (انرژی مورد نیاز برای تولید آن‌ها) داشته باشند، و تأثیرات منفی محیطی حداقلی داشته باشند.

پایداری در تولید مواد شامل مجموعه‌ای از عوامل است که شامل تأثیرات محیطی فرایندهای استخراج و تولید، عمر مفید ماده و قابلیت بازیافت یا تجزیه‌پذیری آن است. با تأکید بر این جنبه‌ها، می‌توانیم اطمینان حاصل کنیم که موادی که امروز استفاده می‌کنیم، از بهره‌مندی نسل‌های آینده به خطر نمی‌اندازد. مواد پایدار موادی هستند که در مورد جایگزینی مواد سنتی استفاده می‌شوند و تأثیرات محیطی کمتری نسبت به مواد سنتی دارند.

این روزها، درک ما از معضلات محیط زیستی به مرحله‌ای رسیده است که نیازمندیم به راه‌حل‌هایی کارآمد و پایدار برای حفظ منابع طبیعی بپردازیم. مواد پایدار، به عنوان یک راهبرد نوآورانه، این امکان را به ما می‌دهد تا به‌طور همزمان از مزایای اقتصادی و اجتماعی بهره‌برده شود و در عین حال محیط زیست را حفظ نماییم.

## انواع مواد پایدار

### مواد بازیافتی: زندگی دوباره به پسماندها
موادی که از مواد بازیافتی یا موادی که قبلاً استفاده شده‌اند، تولید می‌شوند مانند کاغذ بازیافتی یا فلزات قابل بازیافت. مواد بازیافت شده از جمله پلاستیک، شیشه و فلزات بازیافتی، نقش حیاتی را در اقتصاد دایره‌ای ایفا می‌کنند. با کاهش زباله‌ها و استفاده مجدد از آن‌ها در تولید محصولات جدید، می‌توانیم تأثیرات محیطی استخراج منابع را کم کنیم و بار بر اکوسیستم‌های سیاره کاهش دهیم.

### مواد بیوپایدار: بهره‌گیری از ثروت طبیعت
موادی که از منابع طبیعی تولید می‌شوند و برای تجدید شدن نیاز به زمان کمتری دارند مانند جوت و پلاستیک‌های بیودگرادابل. منابع تجدیدپذیر مانند بامبو، کرک و کنف، جایگزین‌های قابل اعتمادی برای مواد سنتی مانند چوب و پلاستیک ارائه می‌دهند. این مواد به‌طور طبیعی بازیافت می‌شوند، که آن‌ها را گزینه‌ای پایدار برای کاربردهای مختلف از ساخت و ساز تا پارچه می‌سازد.

### مواد قابل تجدید: بازگشت به زمین
موادی که می‌توانند پس از استفاده مجدداً تولید شوند، مانند چوب مورد تجدید، که درختان جایگزین می‌شوند. مواد تجزیه‌پذیر مانند بیوپلاستیک و بافت‌های آلی به‌طور طبیعی در طول زمان تجزیه می‌شوند و بدون گذاشتن مواد مضر در زمین بازمی‌گردند. این مواد گزینه‌هایی پایدار برای پلاستیک‌ها و فیبرهای سنتی ارائه می‌دهند و آلودگی ناشی از مواد غیرقابل تجزیه را کاهش می‌دهند.

## ویژگی‌های مواد پایدار چیست؟
ویژگی‌های متعددی وجود دارد که به شناسایی مواد پایدار کمک می‌کنند. و این مفید است که این حقایق را بدانیم تا بهتر بدانیم در اینجا به بررسی چند ویژگی این مواد می‌پردازیم:

### قابلیت تجدیدپذیری
تجدیدپذیری مواد یک مفهوم کلیدی در حوزه حفظ محیط زیست و توسعه پایدار است. به معنی ساده، تجدیدپذیری مواد به استفاده از منابعی اشاره دارد که قابلیت تکثیر و تجدید مجدد دارند، بدون ایجاد آسیب یا خرابی قابل توجه به محیط زیست.

مواد قابل تجدیدپذیر، عمدتاً از منابعی تولید می‌شوند که می‌توانند مجدداً رشد کنند و با استفاده از فرآیندهای طبیعی تازه شوند. مثال‌هایی از منابع قابل تجدیدپذیر شامل چوب، بامبو، سوخت‌های بیولوژیکی مانند بیوگاز و بیوسولفور، و پنل‌های خورشیدی هستند. همه این منابع از طریق فرآیندهای طبیعی به تولید دوباره یا بازیافت می‌رسند، بدون اینکه بخش قابل توجهی از محیط زیست را آسیب برسانند.

به‌طور مقابل، منابع تجدیدناپذیری مانند سوخت‌های فسیلی مانند نفت و زغال سنگ، به صورت طبیعی طی زمان آفریده شده‌اند و فرایند تولید آن‌ها بسیار طولانی است. در نتیجه، هر چند که با استفاده از آن‌ها می‌توان انرژی زیادی تولید کرد، اما مصرف ناپایدار منابع تجدیدناپذیر می‌تواند منجر به تخریب محیط زیست، آلودگی هوا و تغییرات آب و هوا شود.

استفاده از مواد قابل تجدیدپذیر به‌طور مستمر می‌تواند توازنی بین نیازهای انسانی و حفظ محیط زیست برقرار کند. با اعتماد به این منابع، می‌توانیم مصرف منابع تجدیدناپذیر را کاهش داده و تأثیرات زیست‌محیطی مربوط به این منابع را کنترل کنیم. علاوه بر آن، استفاده از مواد قابل تجدیدپذیر می‌تواند تجارت و اشتغال را تحریک کند و اقتصادهای پایدارتر ایجاد کند.

### سمی نبودن
غیرسمی بودن مواد پایدار یکی دیگر از ویژگی‌های مهم و مطلوب آنها در حوزه حفظ محیط زیست است. به‌طور کلی، مواد پایدار به موادی گفته می‌شود که در هنگام تولید، استفاده و دفع از آنها، هیچ تأثیری مخرب بر سلامت انسان و محیط زیست نداشته باشد.
یکی از عوامل مهم در تعیین سمیت یک ماده، ترکیبات شیمیایی و خصوصیات فیزیکی آن است. مواد شیمیایی سمی که به‌طور گسترده در محصولات صنعتی استفاده می‌شوند، می‌توانند باعث اثرات زیان‌بار بر سلامت و محیط زیست شوند. به عبارت دیگر، آنها می‌توانند سمی باشند و برای انسان‌ها، حیوانات و نظام‌های زیستی زیان‌بر باشند.

زمانی که مواد پایدار غیرسمی هستند، دارای اثرات کمتری بر سلامت افرادی که با آنها در تماس هستند خواهد بود. به علاوه، آنها نیز برای محیط زیست کمترین آسیب را ایجاد می‌کنند. برخی مواد پایدار به‌طور طبیعی غیرسمی هستند، مانند بعضی از مواد بیولوژیکی مورد استفاده در کشاورزی و ساخت و ساز. در حالی که بقیه مواد پایدار، با استفاده از روش‌های پیشرفته و دستیابی به فرآیندهای تولید بهینه تجدید نظر شده‌اند تا سمیت آنها حداقل شود یا صفر شود.

استفاده از مواد پایدار غیرسمی مزایای فراوانی دارد. به علاوه از حفظ سلامت انسان‌ها و محیط زیست، کاهش انتشارات زیست‌محیطی، کاهش مصرف منابع طبیعی نابودپذیر و جلوگیری از آلودگی محصولات نهایی نیز عبور می‌کند.

### مقاومت
مقاومت مواد پایدار یکی از ویژگی‌های کلیدی و مهم آنها است. مواد پایدار با توجه به نوع و ساختار آنها، قابلیت مقاومت در برابر شرایط سخت محیطی را دارند و توانایی برقراری استحکام و کارایی خود را در برابر تحمل فشار، خمش، رطوبت، حرارت، تغییرات شیمیایی و سایر عوامل مخرب نشان می‌دهند.

در شرایط معمول، مواد پایدار توانایی دارند با سایر مواد و منابع به خوبی تعامل کنند و به‌طور هماهنگ با محیط زیست و طبیعت عمل کنند؛ بنابراین، آنها قادرند در برابر سایش، خوردگی و زاییدگی باعث کاهش کیفیت و حتی خرابی کامل نشوند. این ظرفیت مقاومت یک ماده به نوع و صفات آن بستگی دارد. برخی از ویژگی‌های ماده ای که می‌توان آن را در ساختار محصولات پایدار استفاده کرد عباراتند: استحکام مکانیکی، مقاومت به حرارت و همچنین ثبات شیمیایی.

استحکام مکانیکی یک مواد پایدار نشانگر قدرت و مقاومت آن در برابر فشار، کشش، خمش و سایر نیروهای خارجی است.. به‌طور معمول، مواد طبیعی مانند چوب و سنگ به دلیل ساختار صلب و مقاومی که دارند، استحکام مکانیکی بالاتری نسبت به مواد پروتئینی مانند پلاستیک دارند.

مقاومت به حرارت از اهمیت بالایی برخوردار است، زیرا مواد پایدار باید بتوانند در دماهای بالا یا پایین، مدت زمان طولانی بدون تغییر نظری در خصوصیات فیزیکی و شیمیایی خود عمل کنند. موادی که مقاومت حرارتی خوبی دارند، در برابر گرما و سرما سخت می‌شوند و تغییرات جهت و ابعاد خود را حداقل می‌کنند. به‌طور مثال، فلزات مانند آلومینیوم، آهن و استیل به دلیل مقاومت به حرارت و سرما، در بسیاری از ساخت و سازها و صنایع مورد استفاده قرار می‌گیرند.

ثبات شیمیایی نیز یک صفت مهم در مواد پایدار است. مواد پایدار باید مقاومت بسیار خوبی در برابر تغییرات شیمیایی در محیط داشته باشند. این به معنای تحمل ضد عفونی‌کننده‌ها، اسیدها، بازها و سایر مواد شیمیایی مشابه است. برخی از مثال‌های مواد پایدار و شیمیایی شامل سنگ‌ها، شیشه، سرامیک‌ها و فلزات مقاوم در برابر زنگ‌زدگی و خوردگی می‌باشد.

### نگهداری حداقلی
نگهداری حداقلی در مواد پایدار یا مواد ساختمانی پایدار، به معنای انجام فعالیت‌هایی است که کمترین نیازهای برای حفظ و نگهداری این نوع مواد را فراهم می‌کند. هدف این نگهداری حداقلی در مواد پایدار، حفظ کیفیت و عمر مفید مواد، کاهش هدررفت، و افزایش بهره‌وری در استفاده از منابع است.

در ادامه، فهرستی از فعالیت‌هایی که می‌توان در نگهداری حداقلی متریال‌های پایدار انجام داد، آورده شده است:
- تمیزکاری و نگهداری: انجام تمیزکاری دوره‌ای و نگهداری منظم متریال‌های پایدار برای حفظ ظاهر و کیفیت آنها از اهمیت بالایی برخوردار است.
- تعمیر و تعویض: انجام تعمیرات منظم و تعویض قطعات آسیب‌دیده یا فرسوده در متریال‌های پایدار می‌تواند از خرابی‌ها جلوگیری کند و عمر مفید آنها را افزایش دهد
- حفظ ظروف مناسب: استفاده از ظروف و بسترهای مناسب برای نگهداری متریال‌های پایدار می‌تواند از خرابی یا آسیب به آنها جلوگیری کند.
- آموزش و آگاهی: آموزش و آگاهی کاربران و مسئولان در مورد استفاده صحیح، نگهداری و دسترسی به مواد پایدار می‌تواند از تضیع و استفاده ناصحیح مواد جلوگیری کند.

### انتشار کم دی‌اکسید کربن
بسیاری از متریال‌های پایدار به صورت طبیعی دارای انتشار کم دی‌اکسید کربن هستند و از اثرات منفی گازهای گلخانه‌ای جلوگیری می‌کنند.

متریال‌های پایدار انتشار کمتری از گازهای گلخانه‌ای نظیر دی‌اکسید کربن دارند. دی‌اکسید کربن از اصلی‌ترین گازهای مسبب تغییرات آب و هوا است که به افزایش گرمایش جهانی و تغییرات اقلیمی منجر می‌شود.

متریال‌های پایدار معمولاً این ویژگی را از طریق مراحل مختلف فرایند تولیدشان به دست می‌آورند. برخی از روش‌های مورد استفاده عبارتند از:
- استفاده از مواد بازیافتی: استفاده از مواد بازیافتی و بازیابی ضایعات در فرایند تولید متریال‌ها، باعث کاهش مصرف انرژی و انتشار دی‌اکسید کربن ناشی از استخراج و تولید مواد جدید می‌شود.
- بهینه‌سازی فرایند تولید: استفاده از تجهیزات پیشرفته، مدیریت بهتر زمان و انرژی، بهینه‌سازی مراحل تولید و استفاده از انرژی بازیافتی، روش‌هایی هستند که به کاهش انتشار دی‌اکسید کربن در فرایند تولید متریال‌های پایدار کمک می‌کنند.

به‌طور مثال، استفاده از فولاد بازیافتی به جای فولاد ساخته‌شده از فلز معدنی، کاهش آلودگی هوا و انتشار دی‌اکسید کربن را به همراه دارد.

### پایداری انرژی
متریال‌های پایدار به‌طور معمول از منابع انرژی تجدیدپذیر استفاده می‌کنند و مصرف انرژی در فرایند تولید و فرآوری آنها بسیار کمتر است. تجدیدپذیری منابع انرژی به معنای این است که منابعی مانند نور خورشید، باد، آبشارها، بیوگاز و بیوماس وجود دارند که در هنگام استفاده اصولی و صحیح، قابل بازیابی و استفاده مجدد هستند.

به عنوان مثال، مصرف انرژی کمتر در تولید مواد ساختمانی پایدار نظیر سیستم‌های سرمایش و گرمایش هوشمند، عایق‌های حرارتی با کیفیت و فناوری‌های جدید به منظور کاهش تلفات انرژی و محدودسازی نیاز به سوخت فسیلی، به پایداری انرژی کمک می‌کند. برخی متریال‌های پایدار از منابع انرژی تجدیدپذیر و نیاز کمتری به انرژی برای تولید و فرآوری دارند. به عنوان مثال، استفاده از مواد ساختمانی با انباشتها راش، خمیر خرده‌شده یا بتن سبک با مصرف انرژی کمتر در مقایسه با متریال‌های سنتی، به کاهش مصرف انرژی کمک می‌کند.

### چالش‌های مواجهه با استفاده از مواد پایدار
هرچند استفاده از مواد پایدار بسیار مفید است، اما با چالش‌هایی نیز همراه است:

#### کیفیت مواد
برخی از مواد پایدار کیفیت پایین‌تری نسبت به مواد غیرپایدار دارند که ممکن است باعث کاهش عمر مفید محصولات شود.

#### هزینهٔ توسعه و تولید
برخی از مواد پایدار هزینه‌های بالایی برای توسعه و تولید دارند که ممکن است برای تولیدکنندگان تبدیل به یک مشکل شود.

#### بهره‌وری
در برخی موارد، بهره‌وری استفاده از مواد پایدار پایین‌تر از مواد غیرپایدار است که می‌تواند به افزایش هزینه‌ها منجر شود.

#### تعادل بین عملکرد و پایداری
یکی از چالش‌های اصلی در به‌کارگیری مواد پایدار، برقراری تعادل مناسب بین عملکرد و پایداری است. اگرچه مواد پایدار منابعی محیطی را ارائه می‌دهند، اما باید نیز به نیازهای عملکردی کاربردهای مورد نظرشان بپردازند. یافتن راهکارهای نوآورانه که هم پایداری و هم عملکرد را ارائه می‌دهند برای به‌طور گسترده‌ای انتشار پیدا می‌کند.

#### افزایش تولید
یکی دیگر از چالش‌هایی که صنعت مواد پایدار با آن مواجه است، افزایش تولید برای پاسخ به تقاضای رو به افزایش است. با افزایش آگاهی از مسائل محیط زیستی، تقاضا برای جایگزینی‌های پایدار نیز افزایش می‌یابد. افزایش تولید نیازمند سرمایه‌گذاری در زیرساخت‌ها، فناوری و بهینه‌سازی زنجیره تأمین است تا تأمین پایدار و به قیمت مناسب مواد پایدار امکان‌پذیر باشد.

### مثالی از استفاده از مواد پایدار در صنایع مختلف
- صنایع ساختمانی: استفاده از مواد ساختمانی مانند بتن بازیافتی و چوب تجدید شده می‌تواند به کاهش آلودگی هوا و کاهش مصرف انرژی کمک کند.
- صنعت بسته‌بندی: استفاده از بسته‌بندی‌های بازیافتی و کاهش مصرف پلاستیک‌های غیرپایدار می‌تواند به حفظ محیط زیست کمک کند.
- صنعت خودروسازی:' تولید خودروهای بازیافتی و استفاده از مواد سبک و سازگار با محیط زیست می‌تواند به کاهش آلودگی هوا کمک کند.

## نتیجه‌گیری
نتایج و اثرات این مواد در بلندمدت به اندازه‌ای اهمیت دارد که می‌تواند تأثیرات محیط زیستی، اقتصادی و اجتماعی را به شدت تحت تأثیر قرار دهد. با افزایش استفاده از متریال‌های پایدار، انتظار می‌رود که آلودگی کمتر، مصرف انرژی کمتر و تأثیرات مخرب کمتر بر محیط زیست را مشاهده کنیم. از طرف دیگر، این استفاده می‌تواند به ارتقاء اقتصاد سبز، ایجاد شغل و ارتقای سلامت انسانی کمک کند.

به‌طور کلی، اهمیت متریال‌های پایدار در حال حاضر بیشتر از هر زمان دیگری احساس می‌شود و توسعه و استفاده از آنها به عنوان یک راهکار برای حفظ محیط زیست و توسعه پایدار به شدت ترویج می‌شود.

در نتیجه استفاده از مواد پایدار به عنوان یک راهکار مؤثر برای حفظ منابع طبیعی و کاهش آلودگی محیط زیست بسیار حیاتی است. با انجام تحقیقات بیشتر، ایجاد تشویق‌های دولتی، و همکاری بین بخش‌های مختلف صنعت، می‌توان به استفاده بهینه از این مواد دست یافت.